# Las Brisas (paroisse civile)
Pour les articles homonymes, voir Las Brisas.
Las Brisas est l'une des deux paroisses civiles de la municipalité de Cristóbal Rojas dans l'État de Miranda au Venezuela. Sa capitale est Las Brisas. En 2011, sa population s'élève à 26 187 habitants.

## Géographie

### Démographie
Hormis sa capitale Las Brisas, la paroisse civile possède plusieurs localités :
- Alvarenga
- Caujarito
- El Algarrobo
- Las Brisas
- Los Anaucos
- Tierra Blanca
- Valles de Chara